# Teekistenbass

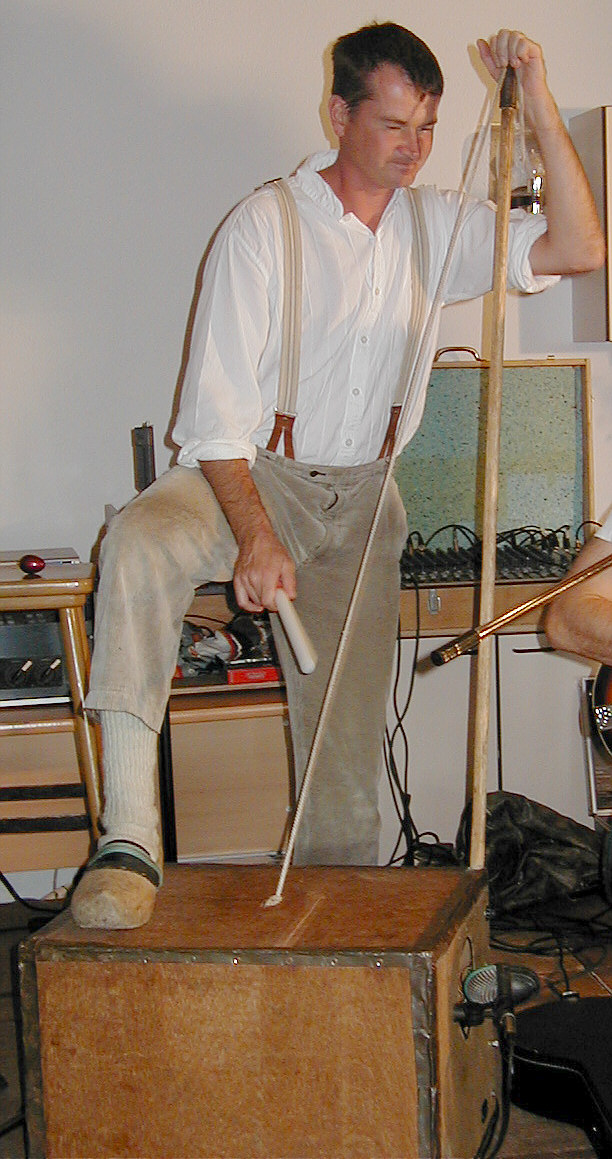
Christoph Günther von den Rhöner Säuwäntzt am Teekistenbass

Der Teekistenbass, auch Seifenkistenbass oder Kistenbass, ist ein Bassinstrument, das in Skiffle-Bands vorwiegend in Europa (Großbritannien und Deutschland) und in australischen Bush-Bands eingesetzt wird und die Basslinie übernimmt.
Das oft selbst gebaute Saiteninstrument besteht aus einer Teekiste als Resonanzkörper, die in der Regel an einer Seite aufgeschnitten ist. In die Kiste wird oben ein gut ein Meter langer Stock oder Besenstiel gesteckt oder außen angebracht. Schließlich werden ein oder mehrere Seile am oberen Ende des Stocks und in der Mitte der oberen Platte befestigt und gespannt.
Der Stock wird mit einer Hand am oberen Ende gehalten, die andere zupft das Seil oder schlägt mit einem Trommelstock darauf. Die Tonhöhe wird durch Bewegung des Stocks und somit ein Spannen oder Entspannen des Seils beeinflusst.
Unter dem englischen Namen box bass ist der Kistenbass in Trinidad und Tobago bekannt. Im südlichen Afrika, in den Ländern Simbabwe, Sambia und Malawi, heißt der Teekistenbass babatoni. Seit Anfang der 1950er Jahre gehört der babatoni mit Pennywhistles, einer Gitarre und Rasseln zum Musikstil Kwela. Auf der ostafrikanischen Insel Sansibar wird der Teekistenbass sanduku gespielt, dessen Resonanzkasten mit rund 30 Zentimetern Höhe ungefähr die Hälfte wie beim babatoni misst. Weil der sanduku kleiner ist, steht der Musiker nicht hinter seinem Instrument, sondern sitzt auf einem Stuhl und hält es mit einem Fuß auf der Kante des Kastens. Der sanduku wird im arabisch-afrikanischen Popularmusikstil kidumbaki eingesetzt, der mit dem eher klassisch-arabischen Stil Taarab verwandt ist.
Nur durch die Art des Resonanzkörpers unterscheidet sich der Teekistenbass vom Waschwannenbass. Als typologischer Ursprung beider Instrumente gilt der afrikanische Erdbogen.

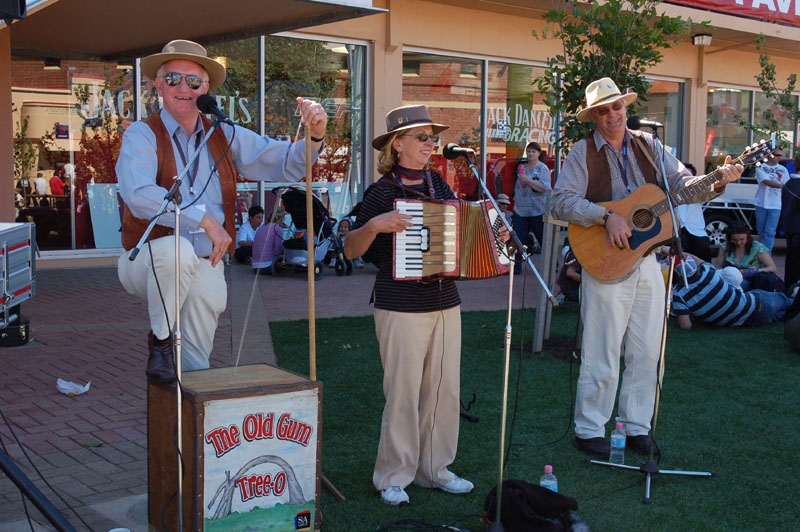
Die australische Band The Old Gum Tree-O mit Teekistenbass, Akkordeon und Gitarre